# 佐藤朱
佐藤朱（日语：／ Satō Akemi，1980年5月16日—）是日本的女性聲優。因為參加日本聲優雜誌「聲優冠軍」舉行的選秀會合格而展開聲優生涯，目前所屬事務所是青二Production。

## 出演作品

### 電視動畫
- Kanon
- （浜崎鯉太郎）
- 你好 安妮 ～Before Green Gables（艾美・奈史密斯、愛倫）
- 櫻桃小丸子（小亞、女服務生、繪美）

2004年
- Dears（微意子、女孩子）

2006年
- 金色琴弦～primo passo～（冬海笙子）
- Kanon（美坂栞）

2007年
- 鬼太郎第5期（小孩）

2008年
- 神薙（美術部員、女子學生）
- 二十面相少女（同學A）
- 鬼太郎第5期（朋友、保育員）

2009年
- 金色琴弦～secondo passo～（冬海笙子）

2010年
- 王牌投手 振臂高揮 -夏季大會篇（小川美亞）

2014年
- 金色琴弦 Blue♪Sky（支倉仁亞）

2015年
- 那就是聲優！（百合）

2017年
- KiraKira☆光之美少女 A La Mode（中村綠）

2021年
- 鍵等（美坂栞）

### 遊戲
- 戰艦砲手2 鋼鐵的咆哮（ナギ）
- 乙女戀愛革命（村田唯）
- GUARDIAN ANGEL（ティファ・パージェット）
- 學園都市（ネージュ、フレデリカ、タルナーダ、リューンエルバ）
- 金色琴弦（冬海笙子）
- 金色琴弦3（支倉仁亞）
- 決戰III（吉乃、竹千代）
- 三國志戰記2（呂玲綺）
- 虹色躲避球～乙女們的青春～（緒方真琴）
- 亡國的神盾艦2035（謎之少女）
- 新牧場物語（タバサ）
- 室友·麻美－妻子是女子高中生－（長門ゆかり）
- 飄流幻境(日本版)線上遊戲-洛克 (PC)
- 公主聯盟 - ロザリィ
- 討鬼傳 - 那木
- dead or alive 5 ultimate/last round（女天狗）
- dead or alive xtreme 3（女天狗）
- 女神異聞錄5（鈴井志帆）
- 人中之龍4（美芳）
- 人中之龍5（櫻咲日向）
- 拳皇全明星（女天狗）

### 戲劇日語配音
- GARO -牙狼-（三神官）

### CD作品
- 紳士同盟（理恵子）
- 灼眼的夏娜（吉田一美）
- Tales of Symphonia（アンナ・アーヴィング）

## 外部連結
- 個人網站－（日語）